# Sergiusz (Konowałow)
Sergiusz, imię świeckie Sergiej Aleksiejewicz Konowałow, Serge Konovaloff (ur. 8 czerwca 1941 w Leuven, zm. 22 stycznia 2003 w Paryżu) – piąty zwierzchnik Zachodnioeuropejskiego Egzarchatu Parafii Rosyjskich.

## Życiorys
Jego ojciec był Rosjaninem, zaś matka – francuskojęzyczną Holenderką. Przyszły hierarcha posługiwał się obydwoma językami jak ojczystymi. W 1964 ukończył studia na wydziale filologicznym (specjalizując się w językach germańskich) uniwersytetu w Louvain i został nauczycielem w jednej ze szkół średnich w Brukseli. Ożenił się z Lidią Czernienko i miał troje dzieci. W 1968 w cerkwi św. Pantelejmona w Brukseli przyjął święcenia diakońskie. W 1980 zostały mu udzielone święcenia kapłańskie. Natychmiast po nich został wyznaczony na proboszcza parafii św. Pantelejmona w Brukseli oraz pełniącym obowiązki proboszcza parafii Trójcy Świętej w Charleroi.
W 1984 zmarła jego żona. Po osiągnięciu dojrzałości przez dzieci ks. Konowałow zdecydował się na złożenie ślubów zakonnych, co nastąpiło w 1990. W uznaniu jego wcześniejszej pracy jako biały duchowny, otrzymał natychmiast godność archimandryty. W 1993 sobór duchowieństwa i świeckich Zachodnioeuropejskiego Egzarchatu Parafii Rosyjskich wybrał go na nowego egzarchę po śmierci poprzedniego zwierzchnika struktury arcybiskupa Jerzego (Wagnera). 27 czerwca 1993 miała miejsce jego chirotonia na biskupa eukarpijskiego. Został również rektorem Instytutu św. Sergiusza w Paryżu.
Jako zwierzchnik Egzarchatu odbył szereg podróży duszpasterskich do jego parafii. Zainicjował również prace nad nowym statutem struktury, które miały zapewnić jej praktyczną autonomię. Ich efektem był nowy statut egzarchatu, zaaprobowany w 1999 przez Patriarchat Konstantynopolitański. Kilkakrotnie pielgrzymował do Rosji, podkreślając bliskie związki egzarchatu z Rosyjskim Kościołem Prawosławnym i jego tradycją.
Zmarł w 2003 na raka płuc. Został pochowany, podobnie jak inni zwierzchnicy Zachodnioeuropejskiego Egzarchatu Parafii Rosyjskich, w cerkwi Zaśnięcia Matki Bożej w Sainte-Geneviève-des-Bois.